# Happy corner
，（英语：Happy corner），與千年殺相同係一種流行於東亞國家男性間，以男性生殖器官撞擊或磨蹭柱狀物的遊戲。推測此遊戲最早可能出現於1980年代中期，始於同儕學生間的打鬧嬉戲，為多個世代男性難忘之集體經驗。

## 名稱由來
在此種遊戲在不同地區幾種不同的名稱中，港澳所使用、源自生日歌曲《祝你生日快樂》的較無爭議。但是關於臺灣所使用的稱呼「阿魯巴」，起源則有點曲折。
在早期，臺灣的年輕學子間就曾見過零星的類似遊戲出現，但當時此遊戲並沒有比較明確的命名，只有像是「撞柱仔」之類的俗稱，或是根據遊戲時使用的工具而有像是上樹、上柱、上飲水機或乃至於上某人之類的稱呼。
臺北市的師大附中學生在玩這個遊戲時，均用臺語群呼：「予伊死（白話字：Hō͘ i sí）！」（讓他死），這個遊戲也常被稱為「予伊死（白話字：hō͘ i sí）」，簡稱「予死（白話字：ho͘ sí）」。但是「死（白話字：sí）」與「四（白話字：sì）」音近，在文字上「予死」則多寫為「予四」。因為該群學生中有一位剛得知阿拉伯語的「四」讀作「阿魯巴」，遂以阿魯巴呼之，頓時一呼百應，乃成該群學生後來遊戲時的代號。
不過也有說法認為，阿魯巴的「阿」意即被阿者發出的叫聲，「魯（臺語：鑢，白話字：lù）」則是磨擦、磨蹭之意，「巴」則是臺語男性生殖器「玍葩（白話字：lān-pha）」的諧音。
1987年以後此種用法其後逐漸傳開，流行於建中、成功等六省中，逐漸傳播全臺，乃成阿魯巴一词的主要意涵。臺灣人對這個詞非常熟悉，其知名度甚至超越實際存在的加勒比地区島嶼阿魯巴。

## 手段
- 眾人把被阿者抬起，強制打開双腿，並移至柱狀物如電線杆、路燈、號誌、旗竿、欄杆、單槓、樹幹等撞擊和磨擦其下體。在香港，這些行為通常稱為「con人」、「俾（被）人con」；[2]在台灣稱為「阿」（阿魯巴）與「被阿」；[1]:6在中國大陆則有「磨柱」、「锯人」、「坐飛機」等称呼[1]:35，甚至还有「抗锯从严」的说法。受台灣文化影響，“阿魯巴”一詞亦在中國風靡，並逐漸成為東南沿海部分地區（如閩粵、上海等地）對此類活動的稱呼之一。
- 將二人同時抬起，彼此下體互相撞擊。在臺灣稱為「互阿」，在香港稱為「X-con」[1]:48、50，在大陆则称为「十字交叉」。
- 將人抬起在灌木叢上磨擦拖行。在香港稱為「剪草」，在臺灣則稱為「草上飛「[3][1]:46—47。
- 兩人作出模擬性交之動作互相撞擊下體，稱作「性交阿魯巴」。[1]:48、50
- 將人抬至電梯門，再按關門鍵，電梯門撞到下體會彈回，通常會來回幾次，香港稱為「自動con」[1]:51，又稱為「Lift con」（香港：𨋢con）。
- 將人抬上學校教室的座椅上，使下體與椅背磨擦拖行，香港稱為「火車con」。[1]:50
- 將人倒轉往上抬向門窗框，使下體與門窗框相撞。臺灣稱為「朝天闕」[1]:47，香港稱為「升con」。
- 將下體撞向忽明忽暗的路燈，直到路燈滅掉為止，如生日儀式中吹熄蠟燭一樣，香港稱為「吹蠟燭」。[1]:50
- 將自行車倒立並轉動後輪，作為撞擊的目標，稱為「無敵風火輪」。[1]:49
- 將人當作撞擊的目標，稱為「人柱」。[1]:48
- 一人俯臥趴地上，之後其他人陸續趴其背上身體上下扭動、上下晃動、上下摩擦或作出模擬性交之動作來互相撞擊下體及臀部，此遊戲稱作「疊羅漢阿魯巴」。[1]:50
- 當某男生和某女生傳緋聞時，也有將男的抬起來使其下體碰撞該女生下體。[1]

## 衍生事件
1990年代香港學界非常流行阿魯巴文化，特別是作為迎新營隊重要活動，這多屬無惡意的嬉鬧遊戲，通常點到即止，在少數情況下參與者或因現場情緒高漲一時用力過大，導致被阿魯巴者不適，惟因此嚴重受傷個案相當少見。有傳指，香港大學於九十年代「con人」時高喊「con you」，實與「Kong U」（港大，意指香港大學）之諧音，故此文化在香港大學曾盛極一時。有小部分人把這種遊戲用到兩個同學身上，類似模擬性交。有學生因為抵擋不住朋輩的壓力而屈就，造成心理上的創傷。因此，這種活動受到一些衛道人士批評，據說會影響性功能。亦曾有人在報章撰文來批判這種文化。據調查顯示，一成被訪者曾因玩阿魯巴而受傷。中大醫學院外科學系榮譽臨床助理教授、泌尿專科醫師陳龍威指出撞擊過度，會引致性器官受傷：「當男性陰莖處於勃起狀態時，會充血和變硬，大力撞擊可使陰莖皮下白膜撕裂，疤痕形成時組織會收縮，以致陰莖彎曲，影響日後的性生活。」
由於這個遊戲具風險又含性暗示，2005年1月中華民國行政院教育部曾發文給各級學校，要求禁止學生玩阿魯巴，而國防部則更早一步於2004年初就已下令禁止國軍玩阿魯巴。至於香港，許多大專院校依然有此文化。2007年12月4日，《中国时报》、《聯合報》、《TVBS》等媒体报导于臺湾发生玩阿魯巴造成被害同学受伤而遭控妨害性自主之案例。
2010年5月，據傳是阿魯巴活動起源地的北京大学附属中学曾下令禁止此活動。
2012年1月，电影《那些年我们一起追的女孩》大陸公映版出现了阿魯巴场景，而在当地报章杂志和社交媒体的广泛传播下，阿魯巴文化在中國大陆的扩散势头更为加剧。

## 外部連結
- 張靜嫻、梁柏儀、陸宇光（2004年），《Happy Corner玩過火 七成被con者非自願（页面存档备份，存于）》，香港：大學線。
- 周建偉、呂甜（2005年5月18日播放），"性感校園（页面存档备份，存于）"，《非常平等任務》，香港：香港電台電視部、平等機會委員會。本集有一名男生被宿舍同學處以Happy corner的刑罰。